# 20 червня
20 червня — 171-й день року (172-й у високосні роки) у григоріанському календарі. До кінця року залишається 194 дні.
У високосний рік літнє сонцестояння (у інші роки 21 червня )

## Свята і пам'ятні дні

### Міжнародні
- ООН: Всесвітній день біженців.
- Всесвітній день захисту слонів в зоопарках. (2009)
- Всесвітній день Wi-Fi.
- День Ламбруско (Lambrusco)
- День американського орла

### Національні
- Сенегал: День незалежності.
- Аргентина: День прапора.
- Еритрея: День мучеників.
- Німеччина: День пам'яті жертв втечі і вигнання. (2015)
- Азербайджан: День працівників газового господарства.
- Узбекистан: День суверенітету.
- США: День штату Західна Вірджинія (1863)
- Україна: День Експертної служби МВС України

### Релігійні

#### Християнство
- День Святого Адальберта, Апостола Слов'ян.

 Католицька церква:
- День Блаженного Владислав Буковинського.

 Православна церква:
- Священномученика Мефодія, єпископа Патарського.
- Мучеників Інни, Пінни та Римми.
- Мучеників Аристоклія, пресвітера, Димитріана, диякона, і Афанасія, читця.
- Святителя Левкія, сповідника, єпископа Врунтисіопольського.
- Святителя Мини, єпископа Полоцького.
- Святого праведного Миколая Кавасили.[2]

### Іменини
Мефодій, Інна, Римма

## Події
- 451 — відбулась Битва на Каталаунських полях, внаслідок якої було зупинено просування гуннів у Європу
- 1624 — Битва під Мартиновим.
- 1782 — затверджена Велика державна Печатка США
- 1792 — Французька революція: народне повстання в Парижі
- 1837 — королевою Великої Британії стає Вікторія I
- 1840 — Семюел Морзе отримав патент на телеграф
- 1857 — британські війська перебили усіх мешканців індійського міста Махуа-Дабар (близько 5000 осіб) та знищили місто
- 1863 — заснований перший в США банк (Національний банк Девенпорт штату Айова)
- 1867 — президент США Ендрю Джонсон оголосив про покупку Аляски
- 1895 — відкритий Кільський канал, що сполучає Балтійське і Північне моря
- 1918 — у Києві почався Всеукраїнський церковний собор
- 1919 — військова делегація Української Народної Республіки підписала з поляками мирний договір
- 1933 — відкритий Біломорсько-Балтійський канал
- 1939 
  - перший в історії політ реактивного літака зробив німецький експериментальний літак з ракетним двигуном Гайнкель He.176
  - заарештовано видатного радянського режисера Всеволода Меєргольда
- 1963 — США й СРСР підписали угоду про встановлення «гарячої лінії» зв'язку між урядами двох держав
- 1990 — Бундестаг ФРН ухвалив рішення про перенесення столиці з Бонна до Берліна
- 1993 — перший пробний залізничний рейс по тунелю під Ла-Маншом
- 1993 - футболісти київського "Динамо" вперше стали чемпіонами України
- 2003 — створений фонд Вікімедіа

## Народились
Дивись також Категорія:Народились 20 червня
- 1566 — Сигізмунд ІІІ Ваза, король Речі Посполитої.
- 1690 — Петро Калнишевський, останній кошовий отаман Запорозької Січі.
- 1819 — Жак Оффенбах, французький композитор.
- 1834 — Олександр Лазаревський, видатний український історик, генеалог, джерелознавець та видавець. Близький знайомий та один із перших біографів поета Тараса Шевченка.
- 1843 — Федір Стравинський, український оперний співак. Батько видатного композитора Ігоря Стравинського.
- 1861 — Фредерик Ґоуденд Гопкінс, британський біохімік, лауреат Нобелівської премії.
- 1887 — Борис Гомзин, підполковник Армії УНР, помічник начальника розвідувального відділу Генерального штабу Дієвої Армії УНР, один з найближчих соратників гетьмана Скоропадського.
- 1893 — Іван Антипенко, український драматург, фейлетоніст.
- 1913 — Ліліен Джексон Браун, американська письменниця.
- 1920 — Петро Тимошенко, український мовознавець.
- 1928 — Жан-Марі Ле Пен, французький політик.
- 1939 — Василь Василашко, український поет.
- 1949 — Лайонел Річі, американський співак.
- 1954 — Ілан Рамон, перший ізраїльський астронавт.
- 1967 — Ніколь Кідман, американська кіноакторка.
- 1971 — Ву Мін'ї, тайванський письменник, викладач та активіст з захисту навколишнього середовища.
- 1995 — Іван Волочій, офіцер Державної прикордонної служби України, учасник російсько-української війни. Герой України.

## Померли
Дивись також Категорія:Померли 20 червня
- 840 — Людовик I Благочестивий, імператор та король франків.
- 981 — Адальберт, єпископ руський і магдебурзький.
- 1870 — Жуль де Гонкур, французький письменник.
- 1929 — Євген Чикаленко, український поміщик, меценат, публіцист, видавець.
- 1966 — Жорж Леметр, бельгійський католицький священик, астроном і математик.
- 1972 — Михайло Волобуєв, український економіст.
- 1994 — Джей Глен Майнер, американський розробник мікросхем.
- 2005 — Джек Кілбі, американський інженер-електротехнік, нобелівський лауреат (2000)